# Lünner See
Der Lünner See ist ein im Herbst 2005 künstlich angelegter See in der Gemeinde Lünne im Landkreis Emsland. Er liegt südwestlich der Ortschaft Lünne in einer ländlichen Umgebung.
Der See, der von Grundwasser gespeist wird, wurde mit einem geschwungenen Ufer angelegt. Im See befinden sich drei kleine Inseln. Rund um den See wurde ein Neubaugebiet entwickelt. Hier ist „Maritimes Wohnen“ vorgesehen. Neben Wohnhäusern soll auch eine Seniorenwohnanlage sowie ein Radlerhotel mit einer Gastronomie entstehen. An drei Stellen am West-, Nord- und Ostufer des Sees sind jeweils Badestellen mit Sandstrand vorhanden.
Direkt nördlich des Lünner Sees liegt der Blaue See.